# 樹林寺 (伊那市)
樹林寺（じゅりんじ）は、長野県伊那市高遠町東高遠にある寺。

## 概要
保科正光が関ヶ原の戦いの後、慶長6年（1601年）に下総多胡（現在の千葉県香取郡多古町）から高遠に転封を命じられた際、深く信仰していた下総樹林寺の「夕顔観音」を写し作らせて本尊とし、観音堂の下の土を高遠に運んで、高遠城の鬼門にあたる位置に同じ名前の寺として建立したものである。当初は観音像そのものを持っていこうとしたが、住民の反対にあったため模造品とした。
創建以来、保科氏、鳥居氏、内藤氏と長く高遠藩の祈願寺として信仰され、内藤氏の代には京都総本山智積院の末寺となり、大日如来を本尊として明治に至った。
境内には、保科正之の頌徳碑、正之の生母お志津の供養塔がある。

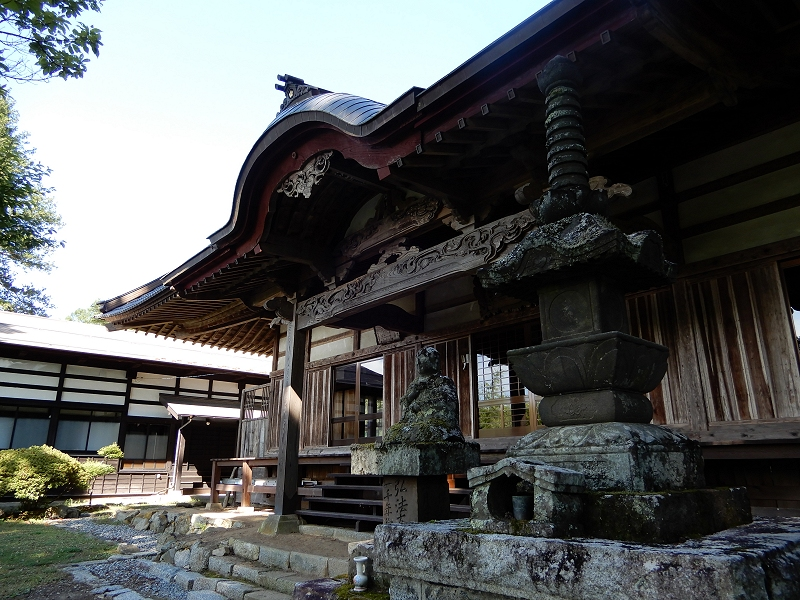
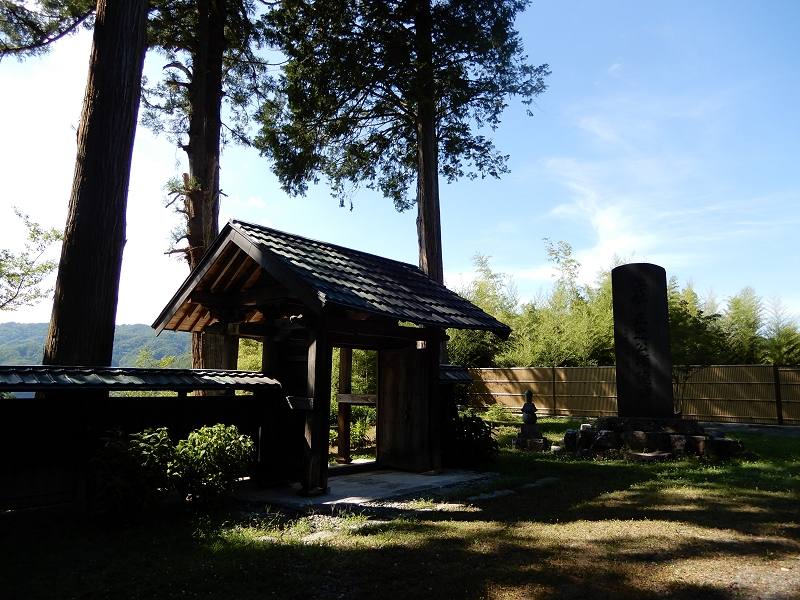
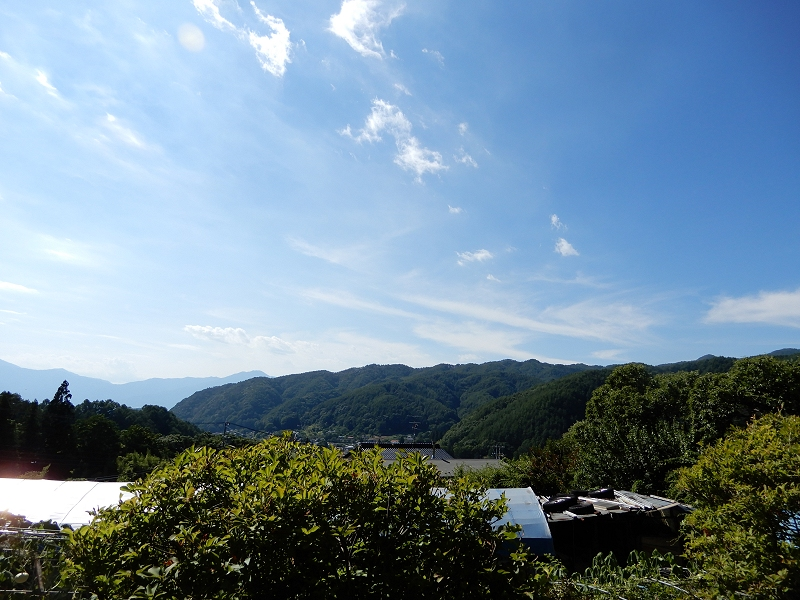

## アクセス
- ジェイアールバス関東　高遠駅　徒歩30分